# American Ornithological Society
L'American Ornithological Society (AOS) és una organització ornitològica fundada als Estats Units. La societat va ser constituïda a l'octubre de 2016 per la fusió de la American Ornithologists' Union (AOU) i la Cooper Ornithological Society. Els seus membres són principalment ornitòlegs professionals tot i que l'afiliació és oberta a qualsevol persona interessada per les aus. L'AOS és membre del Ornithological Council i la Ornithological Societies of North America (OSNA). Aquesta societat publica dues revistes erudites The Auk i The Còndor així com l' AOS Checklist of North American Birds.
El 2013, l'American Ornithologists' Union va anunciar una estreta col·laboració amb la Cooper Ornithological Society, incloent reunions conjuntes, una oficina editorial centralitzada, i una reorientació de les seves revistes respectives per augmentar eficàcia de la investigació. L'octubre del 2016 l'AOU va anunciar que deixava d'operar com una entitat independent i que es fusionava amb la Cooper Ornithological Society per crear l'American Ornithological Society.

## Història

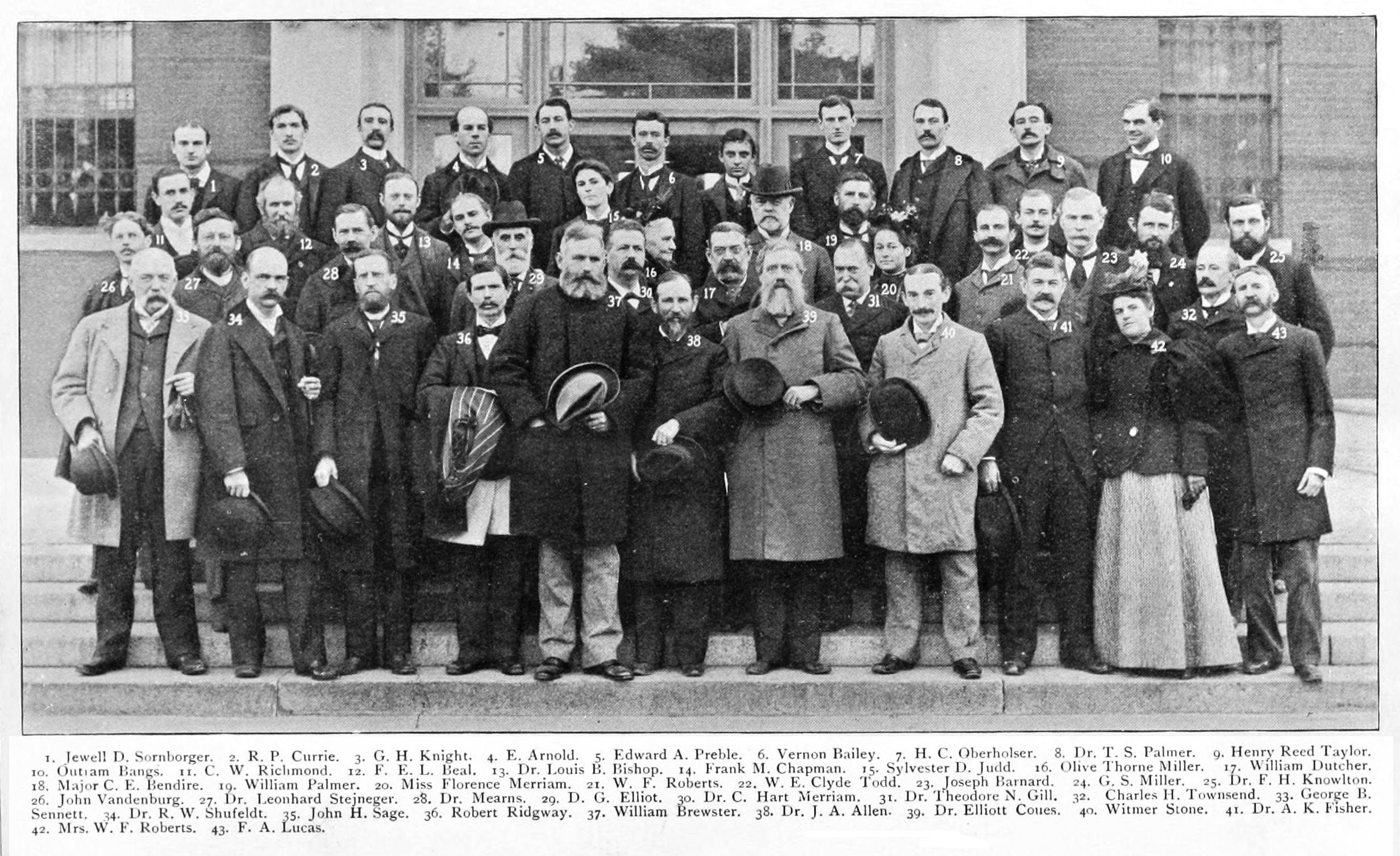
Participants del 13è Congrés de l'AOU

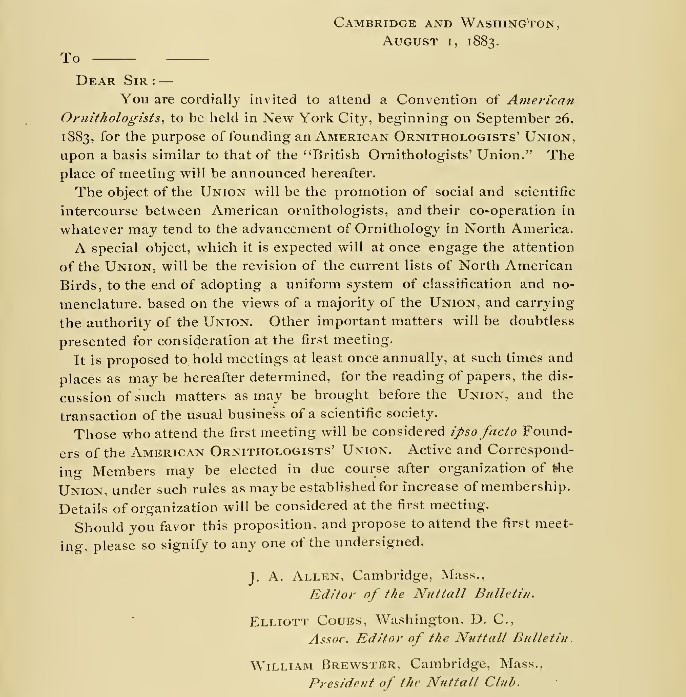
Carta original a fundadors d'AOU, datada 1 August 1883

La Amerian Ornithologists' Union va ser fundada el 1883. Tres membres del Nuttall Ornithological Club, Elliott Coues, J. A. Allen, i William Brewster, van enviar cartes a 48 ornitòlegs rellevants en la que els convidaven "a assistir a una Convenció d'Ornitòlegs Americans, que es portaria a terme a la ciutat de Nova York, i que començaria el 26 de setembre de 1883, amb el propòsit de fundar l'American Ornithologists' Union, sobre una base similar a la de la British Ornithologists' Union". Els destinataris van ser escollits pel seu "nivell científic, però també per una representació geogràfica i amb una filiació catòlica, alhora sense divisions." Van respondre 25 a la carta i 21 van estar presents a la primera reunió.
La convenció de la fundació es va portar a terme a la Biblioteca del Museu Americà d'Història Natural el 26 de setembre de 1883. Els membres fundadors de l'AOU incloien aquells present en la convenció inaugural i que es llisten tot seguit. A més a més, els membres de la Unió van inscriure per unanimitat altres dos com a membres fundadors: Professor S. Baird, que era incapaç d'assistir a causa dels seus deures al Smithsonian, i J. Un. Allen, qui no podria assistir a causa d'incapacitat física.
- De Iowa: Charles Aldrich.
- De Nova York: Harry Balch Bailey, Eugene Pintard Bicknell, Daniel Giraud Elliot, Albert Kenrick Fisher, Joseph Bassett Holder, Edgar Alexander Mearns, i Clinton Hart Merriam.
- De Massachusetts: Charles Foster Batchelder, William Brewster, Charles Barney Cory, i Henry Augustus Purdie.
- De Oregon: Charles Bendire.
- De Maine: Nathan Clifford Brown.
- De New Brunswick: Montague Chamberlain.
- Del Districte de Colúmbia: Elliott Coues, D. Webster Prentiss, i Robert Ridgway.
- De Luisiana: Robert Wilson Shufeldt.
- De Canadà: Thomas McIlwraith.
- De Ohio: John Maynard Wheaton.

## Afiliació
L'afiliació regular a l'AOS és oberta a qualsevol persona que estigui als corrent de les qüotes i tingui un interès per les aus. Les taxes per estudiants estan disponibles per aquells que tinguin dedicació plena a l'estudi. Els Student Membership Awards per una filiació sense cost estan oberts als estudiants universitaris i de postgrau qualificats que desitgin seguir una carrera dins l'ornitologia. Hi ha altres tres classes més d'afiliació, Elective Member, Honorary Fellow i Fellow.
Els Elective Members són seleccionats "per les seves contribucions significatives a ornitologia i/o al servei de la Unió. " Quan han de ser elegits, han de residir en l'Hemisferi Occidental. El membre proposat com a Elective ha de ser nomenat per tres Fellows o Elective Membres i més de la meitat dels Fellows i Elective Members han de votar pel membre proposat per ser declarat escollit.
Els Honorary Fellows es limiten a 100 i són "escollits per la seva excepcional eminència ornitològica i en el moment de la seva elecció han de tenir la residència en un país diferent que els Estats Units d'Amèrica o Canadà." Els nomenaments com Honorary Fellow es porten a terme per un comitè especial fixat pel president o qualsevol de tres Fellows. Cal el vot de la majoria dels membres presents per la seva elecció, feta en una reunió programada anualment. Cada Fellow pot votar afirmativament per totes les places vacants.
Els Fellows són escollits "per les excepcionals i sostingudes contribucions a l'ornitologia i/o al servei de la Unió" i han de ser residents o ciutadans de l'Hemisferi Occidental quan es proposi la seva elecció. Els candidats han de ser un Honorary Fellow o Elective Member en bon estant. Cal el vot de dos terços dels Fellows a una reunió anual per ser escollit com a tal.

## Publicacions
La revista trimestral, The Auk, ha estat publicada des de gener 1884. La revista setmanal The Condor, ha estat publicada des de 1899. Altres publicacions significatives inclouen l' AOU Checklist of North American Birds, la qual és la publicació de referència en aquest camp, i una col·lecció de monografia nomenada Ornithological Monographs.

## Premis
L'AOS lliura premis anuals per reconèixer fites, serveis, suport a la recerca, i fomentar la participació dels estudiants.

### Premis científics
Els candidats pels premis següents són nomenats pel Scientific Awards Committee.
- El William Brewster Memorial Award "s'atorga anualment a l'autor o coautors (no anteriorment reconeguts) per un cos excepcional de treball vers les aus de l'Hemisferi Occidental" i consisteix d'una medalla i honoraris. La primera Brewster Medal va ser atorgada el 1921.[10]
- L'Elliott Coues Award, s'anomena així en honor d'Elliott Coues, un membre fundador de l'AOU, i es presenta anualment per reconèixer contribucions destacades i innovadores en la recerca ornitològica. Consisteix d'una medalla i un honorari proporcionat pel Ralph W. Schreiber Fund de l'AOU. Va ser presentat per primer cop el 1972.[11]
- El Ned K. Johnson Young Investigator Award va ser presentat per primer cop el 2005 en honor de Ned K. Johnson, ex-president de l'AOU. "Reconeix la feina d'un ornitòleg al principi de la seva carrera que es mostra prometedora i diferent per liderar en un futur la professió." Consisteix d'un certificat emmarcat i un honorari.[12]
- El Ralph W. Schreiber Conservation Award reconeix les contribucions científiques extraordinàries, a la conservació, restauració, o preservació de les aus i/o els seus hàbitats per una persona o equip. El premi ha estat atorgat des de 2005 i consisteix en un certificat i honoraris.[13]

### Premis d'estudiant
El descens de l'afiliació d'estudiants a l'AOU i altres societats ornitològiques va impulsar la creació d'un Student Affairs Committee el 2003. Es van crear diversos premis per estudiants a començament del 2005 així com activitats per estudiants en les reunions anuals.
- El Student Membership Award proporciona un any d'afiliació regular com a membre de ple dret en l'AOU per estudiants universitaris o de postgrau qualificats que estiguin interessats en seguir una carrera dins ornitologia. Els estudiants poden sol·licitar-lo cada any en el semestre de setembre a desembre amb un currículum vitae descrivint el seu programa d'estudis, la data de finalització prevista, la seva experiència acadèmica o de treball, i els interessos en l'ornitologia. També cal una nota de suport de l'assessor acadèmic de l'estudiant. La pertinença a l'AOU és requerida per competir per viatges, investigació i presentació de premis.[14]
- El Marcia Brady Tucker Travel Award és un premi competitiu que cobreix el cost de transport a una reunió anual de l'AOU per estudiants membres. Els procediments de sol·licitud es distribueixen als membres elegibles cada any.[15]
- Un estudiant pot competir per un Student Presentation Award quan presenta un poster o comunicació oral en una reunió anual. El Robert B. Berry Student Award és "per la presentació més destacada en la investigació relativa a la conservació de les aus." Tres premis mes son sense rànquing. Les sol·licituds es distribueixen als membres elegibles de l''AOU.[16]

## Comitès
Gran part del treball de l'AOS es porta a terme pels seus 29 comitès permanents. Molts són comuns a qualsevol organització com Estatuts, Històric i Afiliació. Altres comitès són d'importància especial per a l'ornitologia.
- El Committee on Bird Collections s'encarrega de supervisar l'estat de les col·leccions d'aus, mantenint l'enllaç amb les organitzacions que sustenten les col·leccions, conduint el seu inventari, i publicant aquestes col·leccions. El seu treball sobre els permisos per la possessió i transport de les espècies és especialment important per a museus i investigadors.[18]
- El Committee on Classification and Nomenclature - South America, més conegut com a South American Classification Committee (SACC) s'ocupa de la creació d'una classificació estàndard, amb noms anglesos, per espècies d'aus d'Amèrica del Sud.[19]